# Абу Джафар Ашинас
 Абу Джафар Ашинас (араб.  أبو جعفر أشناس‎ ; ум. 17 или 19 декабря 844 г.) был генералом тюркского происхождения при дворе аббасидского халифа Аль-Мутасима. 
Один из первых и самых выдающихся членов тюркской гвардии халифа аль-Мутасима, он стал одной из ведущих фигур Арабского халифата при аль-Мутасиме. Он также был губернатором Египта с 834 г., а также Леванта и Верхней Месопотамии с 838 г. При преемнике аль-Мутасима халифе аль-Ватике его полномочия были расширены до фактического наместничества над всеми западными провинциями халифата.
К.Босворс предполагает персидское происхождение имени, и цитирует предложение лингвиста Фердинанда Юсти о происхождении от корня -shinās, «знающий, знающий», отсюда Ашинас. С другой стороны, китаевед Эдуард Шаванн и турецкий историк Эмель Эсин предложили происхождение от племени Ашина, в то время как Кристофер Беквит отвергает эту ассоциацию.
Во время правления аль-Мутасима (833—842) Ашинас вместе с Итахом и аль-Афшином был одним из самых выдающихся людей в халифате. Уже в 834 году он был назначен губернатором Египта. Когда аль-Мутасим основал Самарру в качестве своей новой столицы и резиденции в 836 году, Ашинас вместе с другими тюрками получил наделы в западной части нового города, известной как аль-Карх. Там Ашинас построил свой дворец (Дар Ашинас).
В 839 году его дочь Утранджа вышла замуж за сына аль-Афшина на пышной церемонии, на которой лично присутствовал халиф. По словам Ибн аль-Адима, только аль-Мутасим дал Ашинасу 40 миллионов серебряных дирхамов в последние годы его правления.
Ашинас умер 17 или 19 декабря 844 г. на пике своего могущества.